# Robert Eisler
Robert Eisler (Viena, Austria, 1882 – Oxted, Surrey, Reino Unido, diciembre de 1949) fue un historiador del arte y erudito bíblico austríaco de origen judío. Fue seguidor de la psicología de Carl Gustav Jung. Sus escritos abarcan una gran variedad de temas, desde la realeza cósmica y la astrología a los hombres lobo.

## Biografía
Avanzó tesis polémicas sobre Jesús. Una es sobre el concepto de un Jesús judío político, rebelde y escatológico, en relación con el movimiento zelote. En esto coincide con Joel Carmichael, H. Rodrigues, Maurice Fluegel y Hugh J. Schonfield. Para defender esta posición utilizó la obra de Flavio Josefo en manuscritos eslavos (cuya autenticidad ha sido puesta en duda). Sobre el mesías habló del afikoman en 1925, con ideas retomadas mucho más tarde. Extrajo mucho del trasfondo hebreo de Juan el Bautista.
Fue descrito por Gershom Scholem como "una figura sorprendente en el mundo de la erudición". Otro crítico fue Erwin Ramsdell Goodenough.
Casado con Lili von Pausinger, fue el yerno del pintor austríaco Franz von Pausinger (1839-1915). La hermana de su esposa, Elisabeth, tradujo al inglés el libro clásico infantil Heidi y estuvo casada con el escritor estadounidense Charles Wharton Stork (1881–1971).
Ocupó un puesto en el Instituto Histórico Austriaco de la Universidad de Viena. De 1925-1931 desempeñó el cargo de Subdirector de la Oficina de Interrelación de las Universidades de la Sociedad de Naciones en París. En ese momento escribió sobre economía. Sobrevivió a los campos de concentración de Dachau y Buchenwald antes del estallido de la Segunda Guerra Mundial, moviéndose hacia el Reino Unido, donde murió.

## Obra
- Studien zur Werttheorie (1902)
- Die Legende vom heiligen Karantanerherzog Domitianus, Mitteilungen des Instituts für österreichische Geschichtsforschung 28, Innsbruck (1907)
- Die illuminierten Handschriften in Kärnten (1907)
- Weltenmantel und Himmelszelt, dos volúmenes (1910)
- Die Kenitischen Weihinschriften Der Hyksoszeit (1919)
- Orpheus the Fisher: Comparative Studies in Orphic and Christian Cult Symbolism (1921)
- Das Geld (1924)
- Orphisch-Dionysische Mysteriengedanken in der christlichen Antike (1925)
- Iesous Basileus ou Basileusas, dos volúmenes (1929/30)
- The Messiah Jesus and John the Baptist (1931)
- This Money Maze (1931)
- Stable Money (1932)
- Monetary Theory And Monetary Policy (1934)
- Zur Kritik der Psychologistischen Konjunktur-Theorie (1935)
- Das Rätzel des Vierten Evangeliums (1936)
- Flavius Josephus Studien (1938)
- The Royal Art of Astrology (1946)
- Una Tavoletta di Biccherna Nuovamente Scoperta (1950)
- Man Into Wolf: An Anthropological Interpretation of Sadism, Masochism and Lycanthropy (1951)
- Comparative Studies In Ancient Cosmology (inédito)